# Centre hospitalier universitaire de Pointe-à-Pitre
Le Centre hospitalier universitaire de Pointe-à-Pitre ou Centre hospitalier universitaire de la Guadeloupe (Pointe-à-Pitre/Les Abymes) est un centre hospitalier universitaire (CHU) situé aux Abymes, sur l'ile de la Guadeloupe.

## Historique

### Incendie de 2017 et reconstruction
Le 28 novembre 2017, un grave incendie détruit en partie le CHU de Pointe-à-Pitre/Les Abymes. L'ensemble des 460 patients doit être évacué, le feu n'est maitrisé qu'au bout de 8 heures.
Un hôpital de campagne est construit en urgence. Suzy Duflo, présidente de la commission médicale d’établissement du CHU, intervient pour défendre les allégations de surmortalité de l’établissement dans les suites de l'incendie.
Le Groupe de Jacques Gaddarkhan (GJG) en co-traitance avec l’entreprise Italienne Pizzarotti ont entamé les travaux de construction du nouveau CHU en avril 2018, sur un terrain de 19 hectares.
Une grève générale a lieu en 2019.
Pascal Blanchet reprend la tête de la CME  en janvier 2021.
Depuis, les travaux de construction des nouveaux bâtiments sont en cours avec une pause imposée par le confinement relatif à la crise sanitaire du Covid-19.
Le nouveau bâtiment devrait être à la pointe de la technologie avec une capacité d’accueil de 600 lits et 117 places d’hospitalisation répartis dans l’ensemble des services médicaux du CHU.
Le projet est financé à 100 % par l’État, à hauteur de 580 millions d’euros. La fin du chantier est prévue pour 2022, avec une mise en service en 2023.
L'inauguration du nouveau CHU est très attendue, la situation sanitaire s'étant quelque peu dégradée,.